# Рафлезия
Рафлезия (Rafflesia) са род растения, спадащи към групата на паразитните цветни растения. Носи името на английския изследовател сър Томас Рафълс, който пръв класифицира този род растения през 1818 г. Рафлезията се среща в екваториалните гори на Югоизточна Азия. Познати са 22 вида рафлезии, по-голямата част от които се срещат на островите Суматра и Борнео в Индонезия. Само 3 вида се срещат извън тези 2 острова и те се срещат основно на п-в Малака и Филипините.
Рафлезията е паразитно растение, което живее като се храни с растителните сокове на различни растения, предимно лиани. Паразитира върху корените ѝ, като изсмуква нужните ѝ хранителни вещества. Поради това тя няма корени и стъбло, а се състои единствено от голям цвят. Този цвят е най-големият в света – при най-едрия представител на род рафлезии Рафлезия на Арнолд (Rafflesia arnoldii) цветът има диаметър повече от 1 метър, а теглото на цвета може да достигне 11 – 15 кг. Той е покрит обикновено със ситни светли петна. Цветът му обикновено е ярък, като при различните видове варира от оранжев до тъмночервен и лилав. Ярката окраска на съцветието привлича различни насекоми. Тъй като в екваториалните гори светлината и хранителните вещества се поемат в най-голямо количество от високите дървета до почвата не достига почти нищо и поради това рафлезията освен паразит е и хищник. Тя се храни с насекомите, които привлича чрез пъстрите си цветове, или с миризмата, която създава около себе си на развалено месо; и ги улавя, когато те влязат в големия отвор по средата на цвета.
Изключителното при рафлезиите е, че животът им продължава само 6 – 9 дни.

## Видове
- Rafflesia arnoldii
- Rafflesia baletei
- Rafflesia cantleyi
- Rafflesia gadutensis
- Rafflesia hasseltii
- Rafflesia keithii
- Rafflesia kerrii
- Rafflesia lobata
- Rafflesia manillana
- Rafflesia micropylora
- Rafflesia mira
- Rafflesia patma
- Rafflesia pricei
- Rafflesia rochussenii
- Rafflesia schadenbergiana
- Rafflesia speciosa
- Rafflesia tengku-adlinii
- Rafflesia tuan-mudae
- Rafflesia borneensis
- Rafflesia ciliata
- Rafflesia titan
- Rafflesia witkampii